# Pabellón Universitario V Centenario
El Pabellón Universitario V Centenario, es un recinto deportivo perteneciente a la Universidad de Extremadura, y situado en el campus de dicha institución en la ciudad de Cáceres.

## Un pabellón ACB
El pabellón quedó inscrito en la historia de la capital cacereña, ya que fue la sede durante varios años donde el equipo Cáceres C.B. disputaba sus encuentros como local en la liga ACB, más concretamente desde la temporada 1992-93 (la del ascenso a la liga ACB) hasta la 1998-99, tras la cual el conjunto verdinegro se trasladó al más moderno Pabellón Multiusos "Ciudad de Cáceres".
La decisión de jugar los partidos en el escenario universitario se debió a la exigencia por parte de la liga ACB de contar con un pabellón con un aforo de al menos 4000 personas, requisito que no cumplía por mucho el Pabellón de la Ciudad deportiva de Cáceres que fue la cancha del Cáceres C.B. hasta 1992 y que en cambio, tras una reforma sí que satisfizo el V Centenario.
En 1997, acogió el All Star de la liga ACB.
El V Centenario fue además el escenario en el que hizo su debut en la ACB el internacional español Pau Gasol. Fue el  17 de enero de 1999 cuando militaba en las filas del FC Barcelona.